# Scorțeni, Prahova
Scorțeni este satul de reședință al comunei cu același nume din județul Prahova, Muntenia, România. Se află în partea de vest a județului, în Subcarpații de Curbură.

## Geografie
Localitatea se situează în zona subcarpatică, deluroasă, în vecinătatea paralelei 45°N și meridianul 26°E, la o altitudine de aproximativ 350 metri. Principalele orașe aflate în vecinătate sunt: Câmpina (14 km), Băicoi (6 km), Plopeni (10 km), Ploiești (25 km - reședința județului Prahova) și Sinaia (40 km). Capitala București se află la aproximativ 85 km, iar Brașov, la distanța de 100 km.

## Date istorice
Făra a exista dovezi scrise se știe că localitatea Scorțeni a fost formată în jurul anului 1600, când patru căpitani ai lui Mihai Viteazul au fost împroprietăriți în aceste locuri.

La sfârșitul secolului al XIX-lea, în localitatea Scorțeni se produce îmbunătățirea nivelului de trai, principalul motiv fiind exploatarea petrolului din pădurile care înconjoară localitatea și astfel economia locală nu se mai limita doar la agricultură.

Țițeiul nu este singura bogăția exploatată din subsol în zonă, ci și sarea, prin ocnele de la Telega aflată în vecinătate. Sarea se extrage încă din secolul al XIV-lea în ocnele de la Telega, iar la sfârșitul secolului al XVII-lea și păcura.

Companii petroliere americane își fac simțite prezența tot la sfârșitul secolului XIX-lea și contribuie la explozia economică în zonă.

Apogeul exploatării „aurului negru” îl constituie perioada marilor erupții naturale libere, de după 1907 și până la izbucnirea Primului Război Mondial. Erupțiile de petrol din sonde, foarte spectaculoase, duceau însă la importante pierderi, deoarece producătorii nu erau pregătiți pentru a colecta integral o asemenea cantitate de petrol brusc eliberată, deseori izbucnind și incendii devastatoare.

## Clima
Topoclimatul acestui sector în care se află Scorțeni are un caracter de adăpost, atât față de circulația vestică, cât și față de pătrunderea crivățului din nord-est. Bat vânturi cu caracter de foehn.

Temperatura medie multianuală este +9,5 °C. Maxima pozitivă a verii a fost de +37,1 °C înregistrată în luna iulie a anului 2000, iar valoarea minima de -21 °C, în luna ianuarie a anului 2002.

Amplitudini termice extreme absolute în oraș: 64,4 °C.

Regimul precipitațiilor este de 500 – 700 mm/an.

Numărul anual de zile senine: 160-180; viteza medie a vântului: 1,5 m/s; valoarea coeficientului solar, Ks = 0,32; intensitatea izoseismică: 7.

## Monumente
- Biserica Cuvioasa Paraschiva din Scorțeni